# キッチンズ・オブ・ディスティンクション
キッチンズ・オブ・ディスティンクション(Kitchens of Distinction)は、イギリスのロックバンド。1986年にサウス・ロンドンのトゥーティングで結成された。1996年に解散し、2012年に再結成。2013年に最新アルバム『フォリー』をリリースした。

## 略歴
パトリック・フィッツジェラルド（ベース、ボーカル）、ジュリアン・スウォールズ（ギター）、ダン・グッドウィン（ドラムス）の3人で結成。1987年12月リリースの自主制作デビューシングル「The Last Gasp Death Shuffle」は、NMEのシングル・オブ・ザ・ウィークに選ばれるなど、バンドは早くも注目を集める。その後ワン・リトル・インディアンと契約し1989年4月に1stアルバム『ラヴ・イズ・ヘル』をリリース。プレスのバンドに対する評価は軒並み高かったが、歌詞については度々議論の的となった。1989年10月リリースのEP収録の「Margaret's Injection」は当時のイギリス首相であるマーガレット・サッチャーの殺害を夢想する内容であった。またフロントマンのフィッツジェラルドは自身がゲイであることを公言しており、1stアルバム『ラヴ・イズ・ヘル』の歌詞やアートワークはゲイをモチーフにした表現が用いられた。
1990年にアメリカのレコード会社A&Mと契約し、1991年2月に2ndアルバム『ストレンジ・フリー・ワールド』をリリース。タイトルは日本の女性ファンが送ったファンレターを元に付けられた。アルバム収録のシングル「Drive That Fast」「Quick as Rainbows」はアメリカのカレッジ・ラジオでヒットした。1992年8月には3rdアルバム『デス・オブ・クール』をリリース。タイトルは前年に亡くなったマイルス・デイヴィスを偲び、デイヴィスのアルバム『バース・オブ・ザ・クール』をもじって付けられた。1994年10月に4枚目のアルバム『カウボーイズ・アンド・エイリアンズ』をリリースするが売り上げやリスナーの反応は落ち込み、翌年にワン・リトル・インディアンとA&Mを解雇される。
その後Kitchens O.D.に名前を改め、1996年5月にフィアース・パンダよりシングル「Feel My Genie」をリリースし、同年夏に解散した。

### 解散後、再結成
フィッツジェラルドは解散後にFruit名義でリリースを行い、その他に新バンドLost Girlsを結成した。2000年以降はStephen Hero名義で活動を行った。2012年にキッチンズはオリジナルメンバーで再結成し、2013年9月に19年ぶりとなる5枚目のアルバム『フォリー』をリリースした。

## メンバー
- パトリック・フィッツジェラルド（Patrick Fitzgerald、1964年4月7日 - ）：ベース、ボーカル
- ジュリアン・スウォールズ（Julian Swales、1964年3月26日 - ）：ギター、ボーカル
- ダン・グッドウィン（Dan Goodwin、1964年7月22日 - ）：ドラムス

## 作品

### スタジオ・アルバム
- ラヴ・イズ・ヘル - Love Is Hell （1989年）
- ストレンジ・フリー・ワールド - Strange Free World （1991年）
- デス・オブ・クール - The Death of Cool （1992年）
- カウボーイズ・アンド・エイリアンズ - Cowboys and Aliens （1994年）
- フォリー - Folly （2013年）

### コンピレーション・アルバム
- Capsule: The Best of KOD 1988–94 （2003年）

### EP、シングル
- "The Last Gasp Death Shuffle" / "Escape" （1987年）
- "Prize" （1988年）
- "The 3rd Time We Opened the Capsule" （1989年）
- Elephantine EP （1989年）
- "Quick as Rainbows" （1990年）
- "Gorgeous Love" （1990年） ※プロモシングル
- ""Drive That Fast" （1991年）
- "Breathing Fear" （1992年）
- "When in Heaven" （1992年）
- "Smiling" （1992年） ※プロモシングル
- "4 Men" （1992年） ※プロモシングル
- "Now It's Time to Say Goodbye" （1994年）
- "Cowboys and Aliens" （1995年） ※プロモシングル
- "Feel My Genie" / "To Love a Star" （1996年）
- "Japan to Jupiter" （2013年） ※プロモシングル